# Reditario Cassol
Reditario Cassol (Concórdia, 7 de abril de 1936 – Cacoal, 27 de maio de 2025) foi um político brasileiro filiado ao PP, com base em Rondônia.

## Vida
Pai de Ivo Cassol, elegeu-se primeiro suplente de senador do filho nas eleições estaduais de Rondônia em 2010. Com licença do titular, exerceu o mandato entre julho e novembro de 2011. Voltou a assumir o cargo de senador em junho de 2018.

## Morte
Cassol morreu no dia 27 de maio de 2025, aos 89 anos, por complicações de um AVC, num hospital de Cacoal, Rondônia.